# Calceolaria
Para el otro género Calceolaria Heist. ex Fabr., ver su nombre aceptado Cypripedium.
Calceolaria, de nombre común capachito, zapatitos de Venus, topa-topa, o zapatitos de la Virgen,  es un género de fanerógamas en la familia Calceolariaceae,  a veces clasificada por algunos autores en Scrophulariaceae.  Este género  de arbustos, lianas hierbas,  y su rango geográfico se extiende de Patagonia a México central,  con su centro de distribución en la región de los Andes. Comprende 646 especies descritas y de estas, solo 275 aceptadas.

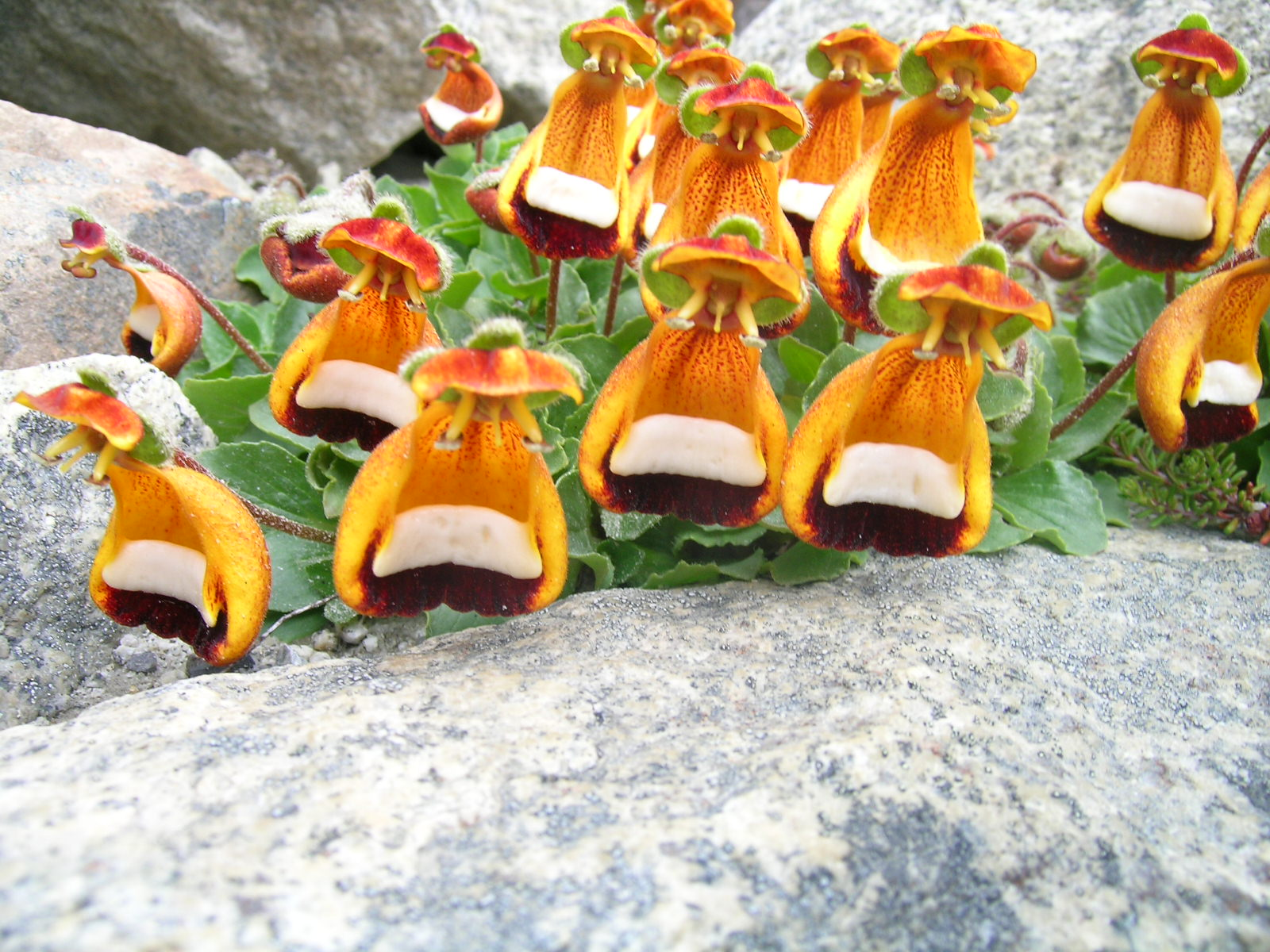
C. uniflora en Torres del Paine, Chile.

Las Calceolarias tienen flores habitualmente amarillas o anaranjadas, y pueden tener manchas rojas o púrpuras.

## Descripción
Hierbas anuales o perennes, subarbustos o arbustos. Hojas simples, opuestas y decusadas o ternadas, raro alternas. Inflorescencia usualmente en cimas, en algunas especies flores solitarias. Cáliz 4–partido. Corola bilabiada, usualmente amarilla; labio superior formado por las dos piezas corolinas adaxiales; labio inferior formado por las tres piezas corolinas abaxiales, en forma de saco (sacciforme) y de mayor tamaño que el labio superior, normalmente
con una zona de tricomas glandulares secretores de aceites conocida como elaióforo. Estambres dos, anteras con dehiscencia longitudinal. Ovario bilocular, bicarpelar, súpero o semiínfero; estilo simple, capitado o inconspicuo. Fruto cápsula pluriseminada, dehiscente distalmente en 4 valvas. Semillas pequeñas, casi lineares, elipsoides y algo recurvadas, testa ornamentada, con costillas longitudinales.

## Taxonomía
El género fue descrito por Carlos Linneo y publicado en Kongliga. Vetenskaps Academiens Handlingar 31: 286. 1770. La especie tipo es: Calceolaria pinnata L. 
Etimología
Calceolaria: nombre genérico que deriva del latín y significa "zapatero".

## Especies  seleccionadas
- Calceolaria adscendens Lindl. 1828
- Calceolaria amplexicaulis
- Calceolaria andina' Benth. 1846
- Calceolaria arachnoidea Graham - Belbum de Chile[4]
- Calceolaria bicolor Ruiz & Pav. - Tumpú del Perú[4]
- Calceolaria bogotensis (Pennell) Pennell 1951
- Calceolaria herbeohybrida grupo
- Calceolaria integrifolia L.
- Calceolaria mexicana Benth. 1844
- Calceolaria tomentosa Ruiz & Pav.
- Calceolaria tripartita Ruiz & Pav. - Mancapaqui del Perú o yerba de la bolsilla[4]
- Calceolaria uniflora Lam.